# 1151

## Události
- založen španělský cisterciácký klášter Poblet

## Narození
- ? – Igor Svjatoslavič, rurikovské kníže novgorodsko-severské a černigovské († asi 1202)
- ? – Gejza Uherský, uherský princ († po 1210)
- ? – Anežka Babenberská, uherská královna († 13. ledna 1182)

## Úmrtí
- 13. ledna – Suger, opat opatství Saint-Denis (* 1080/1081)
- 15. ledna – Eliáš II. z Maine, hrabě z Maine (* 1115?)
- 23. dubna – Adeliza z Lovaně, anglická královna jako druhá manželka Jindřicha I. (* 1103)
- 7. září – Geoffroy V. z Anjou, hrabě z Maine, Anjou a Touraine a normandský vévoda (* 1113)

## Hlavy států
- České knížectví – Vladislav II.
- Svatá říše římská – Konrád III.
- Papež – Evžen III.
- Anglické království – Štěpán III. z Blois
- Francouzské království – Ludvík VII.
- Polské knížectví – Boleslav IV. Kadeřavý
- Uherské království – Gejza II.
- Kastilské království – Alfonso VII. Císař
- Rakouské markrabství – Jindřich II. Jasomirgott
- Byzantská říše – Manuel I. Komnenos